# Actia rufescens
Actia rufescens là một loài ruồi trong họ Tachinidae.